# Eurylabus kiashii
Eurylabus kiashii là một loài tò vò trong họ Ichneumonidae.